# Nisídes Dionysádes
Nisídes Dionysádes är öar i Grekland.   De ligger i prefekturen Nomós Lasithíou och regionen Kreta, i den sydöstra delen av landet, 400 km sydost om huvudstaden Aten.